# Proceso Digital
Proceso Digital es un periódico digital de la República de Honduras. El diario también tiene una página web con noticias sobre temas migratorios llamada Departamento 19 —en referencia a los 18 departamentos en que se divide Honduras.

## Fuente
- «Trabajo en equipo, el rostro de Proceso Digital». Proceso Digital. 26 de abril de 2016. Archivado desde el original el 2 de junio de 2019. Consultado el 2 de junio de 2019.